# 200-Meilen-Rennen von Nürnberg 1971

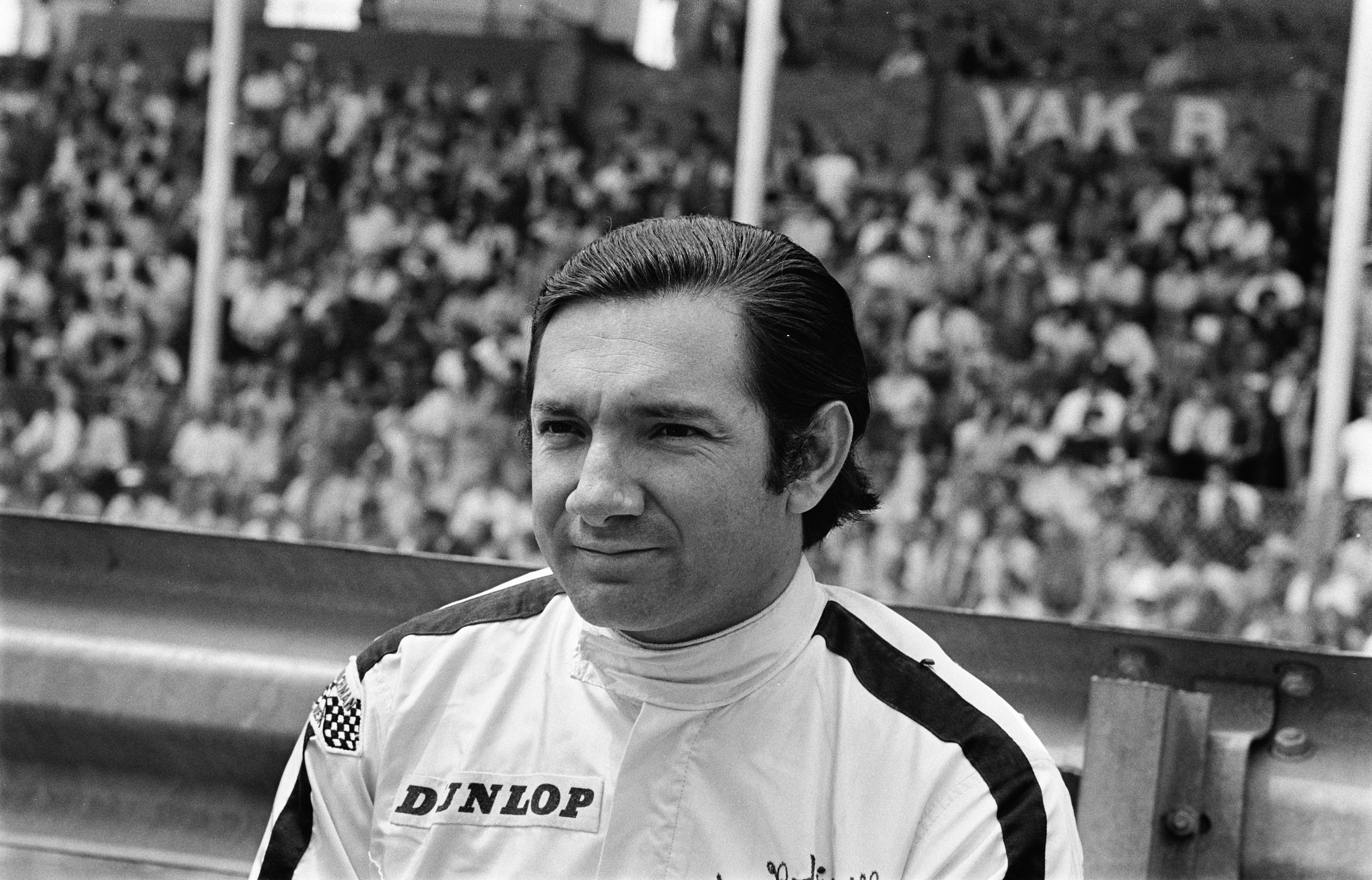
Pedro Rodríguez beim Großen Preis der Niederlande 1970

Das 200-Meilen-Rennen von Nürnberg 1971, auch 200 Meilen von Nürnberg (Interserie), Norisring, Nürnberg, fand am 11. Juli auf dem Norisring statt und war der vierte Wertungslauf der Interserie dieses Jahres.

## Das Rennen
Das 200-Meilen-Rennen von Nürnberg wurde vom tödlichen Unfall des damaligen B.R.M.-Formel-1-Fahrers Pedro Rodríguez überschattet. Er verunglückte im ersten der beiden Wertungsläufe; die genaue Ursache blieb ungeklärt. Pedro Pedro Rodríguez fuhr einen Ferrari 512M, den Herbert Müller, sein Freund und Rennpartner bei der Targa Florio 1971, gemeldet hatte. In der 11. Runde des ersten Laufes schlug der Ferrari mit knapp 200 km/h hart in der Brückenmauer der S-Kurve ein. Der schwer beschädigte Wagen fing sofort Feuer. Eine Theorie zum Unfallhergang geht von einer Kollision des Rodríguez-Ferrari mit dem Porsche 910 von Kurt Hild beim Überrunden aus. Der viel langsamer als der Ferrari fahrende Porsche habe Rodríguez überrascht, der dann beim Überholen mit den linken Rädern auf Kopfsteinpflaster gekommen sei und dabei die Kontrolle über den Wagen verlor habe. Auch ein Reifenschaden könnte zum tödlichen Unfall geführt haben, nachdem sich der Reifen auf der unebenen Fahrbahn langsam von der Felge gelöst haben soll. Beim Anbremsen der S-Kurve platzte der Reifen und der Ferrari stieß in die Mauer. Rodríguez wurde von den Rettungskräften lebend aus dem brennenden Wrack befreit, starb aber wenig später im Klinikum Nürnberg.
Trotz des schweren Unfalls wurde das Rennen nicht abgebrochen. Die Wagen fuhren einfach am brennenden Ferrari vorbei. Auch der zweite Wertungslauf – den ersten Lauf hatte Peter Gethin im McLaren M8E gewonnen – wurde gestartet, obwohl die Veranstalter bereits über Rodríguez’ Tod informiert waren. Dieser Lauf endete mit dem Sieg von Michel Weber im Porsche 917 Spyder. Die Gesamtwertung gewann Chris Craft im McLaren.

## Ergebnisse

### Schlussklassement
| 1               | Gr. 7 | 10 | Ecurie Evergreen        | Chris Craft            | McLaren M8E        | 52 |
| 2               | Gr. 7 | 33 | Sid Taylor Team Castrol | Peter Gethin           | McLaren M8E        | 52 |
| 3               | Gr. 7 | 4  | Ecurie Bonnier          | Jo Bonnier             | Lola T222          | 52 |
| 4               | Gr. 7 | 20 | Gelo Racing Team        | Georg Loos             | McLaren M8E        | 52 |
| 5               | Gr. 7 | 25 | Scuderia Brescia Corse  | Marsilio Pasotti       | Ferrari 512M       | 51 |
| 6               | Gr. 7 | 21 | Gelo Racing Team        | Franz Pesch            | Ferrari 512M       | 51 |
| 7               | Gr. 7 | 14 | Gesipa Racing Team      | Michel Weber           | Porsche 917 Spyder | 48 |
| 8               | Gr. 7 | 44 | Heimken Automobile      | Alexander Nolte        | Porsche 908        | 48 |
| 9               | Gr. 7 | 18 | Team Auto Usdau         | Hans-Dieter Weigel     | Porsche 908/02     | 46 |
| 10              | S 2.0 | 62 | Clemens Schickentanz    | Clemens Schickentanz   | Chevron B19        | 43 |
| 11              | S 2.0 |    | Alex Janda              | Alex Janda             | Lola T212          | 42 |
| 12              | S 2.0 | 66 |                         | Barney Barnes          | Porsche 906        | 37 |
| 13              | S 2.0 | 61 | Harald Link             | Harald Link            | Porsche 906 2.2    | 33 |
| Ausgefallen     |       |    |                         |                        |                    |    |
| 14              | Gr. 7 | 48 | Bernd Seidler           | Bernd Seidler          | Lola T70 Mk.3 GT   | 35 |
| 15              | Gr. 7 | 1  | Jürgen Neuhaus          | Jürgen Neuhaus         | Porsche 917 Spyder | 34 |
| 16              | Gr. 7 | 11 | AAW Racing Team         | Leo Kinnunen           | Porsche 917 Spyder | 12 |
| 17              | Gr. 7 | 70 | Herbert Müller          | Herbert Müller         | Ferrari 512M       | 12 |
| 18              | Gr. 7 | 26 | Herbert Müller          | Pedro Rodríguez        | Ferrari 512M       | 11 |
| 19              | S 2.0 | 11 | Kurt Hild               | Kurt Hild              | Porsche 910        | 11 |
| 20              | Gr. 7 | 43 | Siegfried Rieger        | Siegfried Rieger       | McLaren M8C        | 5  |
| 21              | Gr. 7 | 27 | Ernst Kraus             | Ernst Kraus            | Porsche 908/02     |    |
| 22              | S 2.0 | 69 | Lehmann Racing          | Hans Schulze-Schwering | Lola T210          |    |
| Nicht gestartet |       |    |                         |                        |                    |    |
| 23              | Gr. 7 |    | Stefan Sklenar          | Stefan Sklenar         | Lola T70 Mk.3B GT  | 1  |

1 nicht gestartet

### Nur in der Meldeliste
Hier finden sich Teams, Fahrer und Fahrzeuge, die ursprünglich für das Rennen gemeldet waren, aber aus den unterschiedlichsten Gründen daran nicht teilnahmen.
| Pos. | Klasse | Nr. | Team            | Fahrer        | Chassis     |
| ---- | ------ | --- | --------------- | ------------- | ----------- |
| 24   | Gr. 7  |     | Racing Team VDS | Teddy Pilette | McLaren M8E |

### Klassensieger
| Klasse | Fahrer               | Fahrzeug    | Platzierung im Gesamtklassement |
| ------ | -------------------- | ----------- | ------------------------------- |
| Gr. 7  | Chris Craft          | McLaren M8E | Gesamtsieg                      |
| S 2.0  | Clemens Schickentanz | Chevron B19 | Rang 10                         |

### Renndaten
- Gemeldet: 24
- Gestartet: 22
- Gewertet: 13
- Rennklassen: 2
- Zuschauer: unbekannt
- Wetter am Renntag: trocken
- Streckenlänge: 3,940 km
- Fahrzeit des Siegerteams: 1:06:52,900 Stunden
- Gesamtrunden des Siegerteams: 52
- Gesamtdistanz des Siegerteams: 204,880 km
- Siegerschnitt: 183,600 km/h
- Pole Position: Chris Craft – McLaren M8E (#10) – 1:15,100
- Schnellste Rennrunde: Peter Gethin – McLaren M8E (#33) – 1:13,800 = 192,200 km/h
- Rennserie: 4. Lauf zur Interserie 1971